# Bieu
Der Bieu ist ein kleiner Fluss in Frankreich, der im Département Manche in der Region Normandie verläuft. Er entspringt im östlichen Gemeindegebiet von La Chapelle-Cécelin, entwässert generell Richtung Südwest und mündet nach rund 15 Kilometern im Gemeindegebiet von Vernix als rechter Nebenfluss in die Sée. 

## Orte am Fluss
(Reihenfolge in Fließrichtung)
- La Haubitière, Gemeinde La Chapelle-Cécelin
- Le Huel, Gemeinde Chérencé-le-Héron
- La Beltière, Gemeinde Saint-Martin-le-Bouillant
- La Pichardière, Gemeinde Saint-Jean-du-Corail-des-Bois
- Les Loges-sur-Brécey
- Saint-Nicolas-des-Bois
- Le Vivier, Gemeinde Notre-Dame-de-Livoye
- Le Vieux Moulin, Gemeinde Saint-Georges-de-Livoye
- La Bédounière, Gemeinde Brécey
- La Petite Tabourie, Gemeinde Vernix